# Walter Fabián Coelho
Walter Fabián Coelho (Artigas, Uruguay, 20 de enero de 1977) es un exfutbolista uruguayo. Jugó de centrocampista y su primer equipo fue Nacional. Luego tuvo un breve paso por Miramar Misiones, pasó al fútbol europeo para jugar en el Elche CF de la Segunda División de España, desde el 2008 al 2010 lo hizo en Central Español, su último equipo fue El Tanque Sisley, ambos de la Primera División Profesional de Uruguay. Padre del futbolista Diego Coelho.

## Selección nacional
Con la Selección de Uruguay jugó 17 partidos internacionales.

### Participaciones en Copas del Mundo
| Mundial                     | Sede    | Resultado  |
| --------------------------- | ------- | ---------- |
| Copa Mundial Sub-20 de 1997 | Malasia | Subcampeón |

## Clubes
| Club             | País    | Año       |
| ---------------- | ------- | --------- |
| Nacional         | Uruguay | 1996-2005 |
| Miramar Misiones | Uruguay | 2006      |
| Elche            | España  | 2007-2008 |
| Central Español  | Uruguay | 2008-2010 |
| El Tanque Sisley | Uruguay | 2010-2011 |

## Palmarés
| Título                      | Club     | País    | Año     |
| --------------------------- | -------- | ------- | ------- |
| Primera División de Uruguay | Nacional | Uruguay | 1998    |
| Primera División de Uruguay | Nacional | Uruguay | 2000    |
| Primera División de Uruguay | Nacional | Uruguay | 2001    |
| Primera División de Uruguay | Nacional | Uruguay | 2002    |
| Primera División de Uruguay | Nacional | Uruguay | 2005    |
| Primera División de Uruguay | Nacional | Uruguay | 2005-06 |